# $O$
$O$ è l'album di debutto del gruppo rap-rave sudafricano Die Antwoord, pubblicato nel 2009.

## Tracce
1. Whatever Man – 0:33
2. Wat Kyk Jy? – 4:35
3. Enter the Ninja – 5:04
4. Wat Pomp (feat. Jack Parow) – 4:06
5. Wie Maak Die Jol Vol (feat. Knoffel Bruin, Isaac Mutant, Jaak Paarl and Scallywag) – 5:07
6. Rich Bitch – 3:03
7. I Don't Need You – 3:55
8. Very Fancy – 2:52
9. Dagga Puff – 4:38
10. My Best Friend (feat. The Flying Dutchman AKA Ne0SA) – 1:19
11. Liewe Maatjies – 3:37
12. $copie – 3:08
13. Beat Boy – 8:18
14. Super Evil – 4:00
15. Doos Dronk (feat. Jack Parow and Fokofpolisiekar) – 3:51
16. $O$ – 3:58